# Toyota HD-Motor
Der Toyota HD ist eine Reihe von Dieselmotoren, die von Toyota hergestellt werden.

## 1HD-T
Der 1HD-T ist ein 12-Ventil-Reihensechszylinder-SOHC-Dieselmotor mit Turboaufladung und Direkteinspritzung mit 4164 cm³ Hubraum. Bohrung und Hub betragen 94 mm × 100 mm mit einem Verdichtungsverhältnis von 18,6:1. Die Leistung beträgt 122 kW bei 3600/min. Das maximale Drehmoment beträgt 361 N⋅m bei 1400/min.

## 1HD-FT(E)
Der 1HD-FT ist ein 4,2-Liter-SOHC-Turbodieselmotor mit 24 Ventilen und Direkteinspritzung. Bohrung und Hub betragen 94 mm × 100 mm, das Verdichtungsverhältnis liegt bei 18,6:1. Die Leistung beträgt 125 kW bei 3600/min (nach ECE R120). Das maximale Drehmoment beträgt 380 N⋅m bei 2500/min. Motoren mit dem Kennbuchstaben 1HD-FTE sind zusätzlich mit einer Rückkühlung ausgestattet.